# Бріцина Олександра Юріївна
Бріцина Олександра Юріївна — філолог, фольклорист, кандидат філологічних наук, старший науковий співробітник Інституту мистецтвознавства, фольклористики та етнології імені М. Т. Рильського НАН України.

## Наукова діяльність
З 1973 по 2009 рік О. Бріцина займала посаду старшого наукового співробітника Інституту мистецтвознавства, фольклористики та етнології ім. М. Т. Рильського  НАН України. З 2009 року дослідниця займається творчою роботою.
О. Бріцина є членом Міжнародного товариства дослідників усної прози, Фольклорної комісії Міжнародного Комітету Славістів, Міжнародної ради одного із найстаріших англомовних фольклористичних часописів — «Folklore», — який видається Фольклорним товариством у Лондоні.
Основні сфери зацікавлень: теорія та методологія вивчення фольклору, текстологія, виконавство.
О. Бріцина є також активним збирачем фольклору (участь у 34 експедиціях протягом 1969—2012 рр.).

### Основні праці
- Прозовий фольклор села Плоске на Чернігівщині: Тексти та розвідки [Текст] / О. Ю. Бріцина, І. Є. Головаха; НАН України, Ін-т мистецтвознав., фольклористики та етнології ім. М. Т. Рильського. — К.: [б.в.], 2004.
- Українська народна соціально-побутова казка (специфіка та функціонування). — К.: Наукова думка, 1989.
- Українська усна традиційна проза: Питання текстології та виконавства. — К.: Інститут мистецтвознавства, фольклористики та етнології ім. М. Т. Рильського НАН України, 2006.

### Наукові розвідки
- ХХ сторіччя в усній історії українців (нотатки до питання про історизм фольклору) // У пошуках власного голосу: Усна історія як теорія, метод та джерело. — Х.: ПП «ТОРГСІН ПЛЮС», 2010. — С. 135—144.
- Відтворення усної інтонації та розмовного синтаксису при документуванні фольклорних записів та етнографічних інтерв'ю (репліка фольклориста) [Архівовано 20 вересня 2018 у Wayback Machine.] // Науковий збірник «На хвилях мови. Аллі Йосипівні Багмут». — К.: КММ, 2011. — С. 235—240.
- Доля і доба [про бібліографа Є. П. Кирилюка]  // Слово і час. — 2002. — № 3. — С. 80-83.
- До питання про методологічні засади наукового збирання фольклору: народна проза (виступ на Третіх Колессівських Читаннях Львів, 20–22 жовтня 2011 року)
- Знайомий незнайомець (Порфирій Мартинович: засади збирацької практики та едиції фольклорних текстів) // Дослідники українського фольклору: невідоме та маловідоме. — К., 2008.
- Народна релігія українців (статус усного та писаного текстів) [Електронний ресурс] // Етнічна історія народів Європи . — 2008. — Вип. 26. — С. 39–48.
- Неповторність мови народної казки [Текст] // Українська мова і література в школі. — 1983. — № 5. — С. 48–55.
- Оповідач народної прози: виконання, традиційна компетенція, текст // Матеріали до українського мистецтвознавства. — К.: ІМФЕ ім. М. Т. Рильського, 2003. — С. 277—281.
- Особливості розвитку народної пісенності Великої Вітчизняної війни // Народна творчість та етнографія. — 1985. — № 3. — С. 20-28.
- Про відмінність подібного: деякі особливості текстологічної проблематики в фольклористиці та літературознавстві // Слово і Час. — 2003. — № 1.- С.43-49.
- Прозові жанри фольклору в публікаціях останніх років [Архівовано 13 грудня 2014 у Wayback Machine.] // Народна творчість та етнографія. — 2000. — № 5-6. — С. 129—134
- Світ мрій і сподівань // Соціально-побутова казка. — К.: Дніпро, 1987. — С 5—16.
- Слово до 75-річчя від народження К. В. Чистова [Архівовано 13 грудня 2014 у Wayback Machine.] // Народна творчість та етнографія. — Київ, 1994. — № 5-6. — С. 10-12.
- Сучасні аспекти методики збирання народної прози [Архівовано 13 грудня 2014 у Wayback Machine.] // Народна творчість та етнографія. — Київ, 2003. — № 3. — С. 24-34.
- Текстологічні аспекти методики фіксації народної прози [Архівовано 13 грудня 2014 у Wayback Machine.] // Українська усна традиційна проза: питання текстології та виконавства. — Київ, 2006. — С. 146—180.
- Текстологічні та едиційні рішення у фольклористиці: українська наукова традиція й новітні методологічні течії // Вісник Львівського університету. — 2009. — Вип. 47. — С. 83-93.
- Традиційні персонажі соціально-побутової казки // Народна творчість та етнографія. — 1983. — № 1. — С. 29-36.
- Усна наративна традиція Полісся: сучасний стан та глибина історичної пам'яті (Матеріали міжнародної, науково-практичної конференції, грудень 2013).
- Усна теорія і текстологічне дослідження української прозової традиції // Усна епіка: етнічні традиції та виконавство: Матеріали Міжнародної наукової конференції, присвяченої пам'яті Ф. Колесси та А. Лорда. Київ, 8-14 вересня 1997 р. — К., 1997.
- Усно-формульна теорія та вивчення українських народних дум [Архівовано 13 грудня 2014 у Wayback Machine.] // Народна творчість та етнографія. — 1997. — № 2-3. — С.54-61.
- Фольклор у фронтових газетах // Народна творчість та етнографія. — 1974. — № 6. — С. 28-34.
- Фольклорист та етнограф: (гра) на одному полі // Поле [Текст]: збірник наукових праць з історії, теорії та методології польових досліджень: у 5 т. — К.: Дуліби, 2014. Т. 1 : Вступ до спеціальності. — С .107-118
- Фольклорна проза із зібрання П.Чубинського: Історичні здобутки і сучасні проблеми дослідження [Архівовано 13 грудня 2014 у Wayback Machine.] // Нар. творчість та етнографія. — 2004. — № 3. — С. 24-29.

### «Прозовий фольклор села Плоске на Чернігівщині: тексти та розвідки»
Монографічне дослідження прозової традиції села Плоске Носівського району Чернігівської області ґрунтується на матеріалах експедицій, здійснених укладачами впродовж 1994—2003 років і містить сучасні записи творів народної прози, передруки записів прозового фольклору 1886—1900 рр., опубліковані О. Малинкою у виданні «Сборник материалов по малорусскому фольклору» (1902), а також розвідки, присвячені питанням теорії традиції, її історичної динаміки й текстології. Сучасні експедиційні записи подано з відтворенням особливостей виконавської манери оповідачів.
Текстологічні особливості пропонованої збірки зумовлені характером уміщених у ній матеріалів. Наявність у розпорядженні дослідників записів О. Малинки, зроблених наприкінці XIX ст. і позначених доволі високою мірою автентичності, а також можливість здійснити фіксації процесу сучасного живого побутування творів народної прози в тому самому середовищі створили унікальні передумови для аналізу процесу функціонування традиції та детального розгляду окремого фольклорного осередку на тривалому часовому проміжку.
У центрі уваги укладачів опинилася творча робота оповідачів, їхній репертуар і роль традиційного осередку, особливості виконання, роль аудиторії та характер взаємодії виконавця та слухачів, наявність у них «традиційної компетенції», що не просто забезпечує порозуміння виконавця й аудиторії у процесі виконання, а й слугує чинником, істотним для інтерпретації тексту.
Спосіб укладання збірки — за постатями оповідачів.
Інформатори:
- Труш Микола Романович (28.12.1926 –30.11.1998) — 12 текстів
- Перепечай Мотря Андріївна (1923 р. н.)  – 29 текстів
- Компанець Євдокія Сергіївна (1919 р. н.) — 24 тексти
- Труш Ольга Романівна (1920 р. н.) — 9 текстів
- 28 текстів записано від різних оповідачів

В монографії подається докладна інформація про особливості комунікативного контексту, тих умов, за яких він відтворювався і була здійснена фіксація. Спостереження над фольклорною трансмісією прозових текстів в окремому осередку дають змогу максимально зосередитися на деталях та особливостях процесу. Повторні записи засвідчують відносну сталість не лише сюжетно-тематичних рис, а й самого вербального тексту казки та невербальних його складових, котрі характеризують особливості виконання.

### О. Бріцина про сучасний стан фольклористики
О. Бріцина (у співавторстві з Т. Шевчук) є автором розділу «Фольклористика» у п'ятитомнику «Історія української культури», де викладено відомості про сучасний стан і перспективи розвитку фольклористики як однієї із соціогуманітарних наук.
На початку століття українська фольклористика однією із перших у світі, тобто майже одразу після винайдення фонографа, звернулася до спроб фонографічної фіксації живого виконання фольклору. Здійснення фонофіксацій було не просто техноголічною новацією, воно засвідчувало поступ у розумінні природи усної творчості, яка побутує в устах сотень виконавців у процесі їх спілкування зі слухачами і є поетичною відповіддю на запити аудиторії. Це відкривало нові перспективи у розумінні фольклору, що на сторінках друкованих видань відтворюється лише словом і тому неодмінно втрачає частину своєї мистецької довершеності та принадності.
Принципово важливою була робота, здійснювана Етнографічною комісією ВУАН. В основу збирацької роботи покладено детально розроблені співробітниками Комісії питальники та програми, що скеровували на поглиблений опис явищ і водночас самі були результатом попереднього осмислення структури й сутності традиційних явищ.
Наприкінці сторіччя українська фольклористика дедалі активніше вела пошук у царині теорії традиції, розпочались поглиблені дослідження механізмів усної трансмісії, до наукового обігу введено низку теоретичних понять, що удосконалювали розуміння специфіки функціонування народної традиції. Нового спрямування набули розвідки у сфері виконавства, що на попередніх етапах розглядалося переважно крізь призму особистісного фактора у фольклорі (тобто в межах «творчих портретів» виконавців). Нині виконавство почало осмислюватися як одна зі специфічних рис усної традиції на відміну від літературної творчості. Усе це визначило посилення теоретичного спрямування досліджень.
Розгляд історії української фольклористики сторіччя неможливий поза врахуванням стану досліджень цієї проблематики за межами України — в діаспорі. Українська усна традиція в діаспорі має, безумовно, ряд особливостей, зумовлених характером її функціонування в постіндустріальному суспільстві. Через це осмислення закономірностей розвитку традиції здійснюється переважно в теоретичному та історіографічному аспектах. Штучне роз'єднання української фольклористики Старого та Нового світів, властиве попереднім десятиріччям, звичайно, не могло не позначитися негативно на її загальному стані. Однак процес інтеграції української науки у світову, який особливо активно розпочався у 90-і рр. після здобуття незалежності та руйнування ідеологічних і методологічних обмежень розвитку науки, призвів до поступового зближення наукових позицій українських дослідників та представників діаспори в різних країнах світу. Дослідження української фольклорної традиції активно проводились у Європі, зокрема на теренах Східної Словаччини, а також у Румунії, де компактно проживають українці (Р. Гиряк, М. Шушинка, М. Шмайда, І. Ребошапка).
У цей час іде активне творення нових методологічних засад української фольклористики, що дедалі більше «відкривається» для найкращих надбань світової науки. Одночасно відбувається й повернення до обігу забутих сторінок української фольклористики. Дедалі прикметнішою рисою української фольклористики з кінця ХХ ст. стає потяг до відновлення методологічного плюралізму та розмаїтості пошукових методик, що тепер уже не сприймається в суто політичному аспекті, а осмислюється як бажання віднайти найбільш адекватний предмету та меті дослідження інструментарій.
Трагічні події чорнобильської катастрофи та масове відселення жителів із зони забруднення поставили на порядок денний нові завдання: за умов порушення природної між поколінної трансляції надбань традиційної поліської культури — одного з найархаїчніших і найцікавіших регіонів України — уже наприкінці 90-х рр. розпочалися систематичні обстеження на ураженій території та вивчення традиції переселенців. До поля зору учених потрапили явища, які раніше не могли стати предметом наукового дослідження: розпочалося збирання та вивчення пісенності січових стрільців та воїнів УПА (Г. Дем'ян, О. Правдюк), анекдотів (І. Кімакович), сороміцького фольклору (М. Сулима), тлумачень снів (М. Дмитренко), шкільного фольклору (Т. Бакіна). Почав відроджуватися інтерес до архаїчних явищ, що вивчалися української фольклористикою минулого, однак протягом тривалого часу були витіснені з поля зору науковців, наприклад, питання міфології та демонології.
Таким чином фольклористика, не втрачаючи свого предмета й специфічних методів його дослідження, розширила коло своїх інтересів за рахунок зближення з етнологічними та культурно-антропологічними сферами й збагатила свою методологію, методику та категорійний апарат.

### Упорядницька діяльність
О. Бріцина є також упорядником дитячих фольклорних збірників та хрестоматій, зокрема:
- Дитячі пісні та речитативи. — К., 1991.
- Калинова сопілка: Антологія української народної прозової творчості [Текст]: для ст. шк. віку. — К.: Веселка, 1998.
- Скажу вам байку [Текст]: казки. Дитячі пісні. Скоромовки. — Донецьк: Сталкер, 1998.
- Український фольклор [Текст]: хрестоматія для 5-11 кл. — К.: Освіта, 1998.

В хрестоматії «Український фольклор», наприклад, зібрано різні за часом творення і жанровою характеристикою зразки, хоча більшість з них була записана у II пол. XIX — на поч. XX ст. Тексти добиралися друковані та з архівних джерел. Упорядники намагалися якомога ближче підступитися до першодруків. Цим зумовлено відмінність деяких текстів нашої хрестоматії від творів, відомих читачам з багатьох публікацій у популярних збірниках. Щоб читачі дістали уявлення про цілком автентичні фіксації творів, крім основного корпусу, вміщено додаток, у текстах якого максимально збережені діалектні та синтаксичні риси усного мовлення, додано також нотні зразки, які відображають найхарактерніше звучання окремих пісенних жанрів.
Весь фольклорний матеріал у хрестоматії розподілено на два великі масиви — пісенних та оповідальних творів. У цих межах додержано жанрово-історичного принципу з урахуванням історії виникнення та розвитку фольклорних явищ. Таким чином, кожний розділ починається зразками, пов'язаними з архаїчними рисами світогляду наших предків, а завершується творами стадіально пізнішими. О. Бріцина разом із Г. Довженок є упорядником другої частини.
Тексти у хрестоматії паспортизовано, щоб учні діставали відомості про такі важливі ознаки фольклорних варіантів, як час і місце їх фіксації. Адміністративно-територіальні характеристики залишено ті, що існували на час запису. До казкових і деяких інших прозових творів подано індекс традиційного сюжетного типу. До текстів додається словник діалектних та маловживаних слів, а також алфавітний покажчик.